# Port lotniczy Kiruna
Port lotniczy Kiruna – port lotniczy położony około 10 km od centrum Kiruny, w północnej Szwecji. W 2005 obsłużył 166 tys. pasażerów.

## Linie lotnicze i połączenia
| Linia lotnicza               | Kierunek                |
| ---------------------------- | ----------------------- |
| Eurowings                    | Sezonowo: 1. Düsseldorf |
| Norwegian Air Shuttle        | 1. Sztokholm-Arlanda    |
| Scandinavian Airlines System | 1. Sztokholm-Arlanda    |